# Smooth soul
El smooth soul (español: soul suave) es un subgénero de la música soul que se desarrolló en la década de 1970 y que proviene del soul, el funk y música pop. El subgénero ha tenido un éxito general desde el momento de su desarrollo a finales de 1970, antes de su sucesión por el disco y el quiet storm.
El smooth soul se caracteriza por los ganchos melódicos, la influencia funk y una producción de suave estilo. La guía Allmusic describe al smooth soul como "suave, elegante y romántico". A diferencia del pop soul, el que predominantemente se orienta a la música dance, el smooth soul se orientada a la balada con temas líricos generalmente románticos y seductores. Sin embargo, sus ganchos melódicos eran ideales para las fusiones, al igual que el pop soul. La influencia de los ritmos funk en el pulso del smooth soul también dieron al subgénero su distinción del pop.
La música disfrutó de un éxito comercial durante el principio y la mitad de la década de 1970 a través de las obras de artistas como Al Green, The Spinners, Marvin Gaye, Harold Melvin & The Blue Notes, Bill Withers, Minnie Riperton, Earth, Wind & Fire y The Stylistics. Entre las obras más conocidas del smooth soul se encuentran Let's Get It On (1973), Spinners (1972), Just as I Am (1971) y Let's Stay Together (1972). Tal como el pop soul se había transformado en la música disco durante la década de 1970, el smooth soul fue finalmente transformándose en el formato quiet storm.

## Artistas notables
- The Chi-Lites
- The Delfonics
- Marvin Gaye
- Al Green
- Harold Melvin & the Blue Notes
- The Spinners
- Bill Withers
- Tyrone Davis
- The Dells
- The Dramatics
- The Emotions
- New York City
- The Persuaders
- Minnie Riperton
- Diana Ross
- The Stylistics
- Barry White
- Ashford & Simpson
- Lamont Dozier
- Earth, Wind & Fire
- Roberta Flack
- The Manhattans
- The O'Jays
- Teddy Pendergrass
- Ron Tyson
- The Whispers
- Stevie Wonder